# Cantalejo (kommunhuvudort)
Cantalejo är en kommunhuvudort i Spanien.   Den ligger i provinsen Provincia de Segovia och regionen Kastilien och Leon, i den centrala delen av landet, 100 km norr om huvudstaden Madrid. Cantalejo ligger 969 meter över havet och antalet invånare är 3 690.
Terrängen runt Cantalejo är huvudsakligen platt. Cantalejo ligger uppe på en höjd. Runt Cantalejo är det ganska glesbefolkat, med 34 invånare per kvadratkilometer. Närmaste större samhälle är La Cuesta, 19,6 km söder om Cantalejo. Trakten runt Cantalejo består till största delen av jordbruksmark.